# Émile Portus
Émile Portus (en latin Æmilius Portus, en italien Emilio Porto) est un humaniste italien de la Renaissance, né à Ferrare le 13 août 1550, mort à Stadthagen (comté de Schaumbourg) en 1614 ou 1615. C'est le fils du Crétois François Portus.

## Biographie
Son père, devenu calviniste, quitta Ferrare après le départ de la duchesse Renée de France (1560), et alla s'installer à Genève, où il reçut la même année (1562) la citoyenneté et une chaire de grec ancien à l'Académie nouvellement fondée. Émile lui-même y enseigna les langues anciennes à partir de 1569. En 1581, année de la mort de son père, il accepta une chaire de grec ancien à l'Académie de Lausanne. Dans les années suivantes, il publia notamment des travaux philologiques de son père. Au printemps 1592, il quitta Lausanne avec sa famille pour des raisons ignorées. Il séjourna à Bâle quelques mois, alla caser provisoirement sa femme et ses six enfants à Frankenthal, puis partit seul à la recherche d'un nouvel emploi là où il avait des contacts (en Autriche, à Francfort, à Altdorf, à Nuremberg), mais n'en trouva aucun et revint bredouille à Frankenthal.
À l'automne 1593, il s'installa avec sa famille à Heidelberg. Il fut reçu magister à la faculté de philosophie en mars 1596, et la même année obtint une chaire de littérature grecque. Il fut doyen de la faculté de philosophie en 1600 et en 1606. Mais sa carrière à Heidelberg connut une fin brutale en 1608 : à la suite d'une querelle avec un étudiant, il fut condamné à une amende de 200 thalers, et il en fut tellement ulcéré qu'il présenta sa démission le 23 novembre 1608, et toutes les tentatives des autorités pour la lui faire reprendre demeurèrent vaines.
Il quitta Heidelberg en mai 1609 et se rendit auprès de Maurice de Hesse-Cassel, qui l'accueillit très aimablement, mais ne lui offrit dans l'immédiat aucun emploi. Il donna des cours privés et remplit la fonction de notarius imperialis. Il accepta l'invitation du duc Jean-Adolphe de Holstein-Gottorp, qui avait dans sa bibliothèque un exemplaire de la Théologie platonicienne de Proclus dont il voulait une traduction.
Grassement rémunéré de son travail, il revint à Cassel à l'été 1610 en meilleure situation financière. En juin 1611, il accepta de Maurice de Hesse-Cassel un poste de professeur de langues anciennes, de français et d'italien au Collegium Mauritianum. Il n'y resta pas longtemps : à l'automne 1612, il accepta l'offre du comte Ernest de Holstein-Schaumbourg de venir occuper un poste de professeur de grec, français et italien dans le Gymnasium academicum qu'il avait fondé en 1610 à Stadthagen. Émile Portus mourut dans cette ville en 1614 ou 1615.

## Œuvre
Émile Portus a contribué (par l'établissement des textes, ses notes, ses traductions latines) à de nombreuses éditions savantes d'auteurs de l'Antiquité :
- Dionysii Alexandri filii Halicarnassensis Antiquitatum Romanarum libri XI, ab Æmilio Porto Francisci filio recens, & post aliorum interpretationes, latine redditi, & notis illustrati, Genève, Eustache Vignon, 1588.
- Thucydidis Olori filli de bello Peloponnesiaco libri octo. Iidem latine, ex interpretatione Laurentii Vallæ, ab Henrico Stephano recognita. Quam Æmilius Portus, Francisci Porti Cretensis filius, paternos commentarios accurate secutus, ab infinita gravissimorum errorum multitudine repurgavit, magnaque diligentia passim expolitam innovavit. Quibus præcedit ejusdem Thucydidis vitæ et generis dicendi descriptio a Marcellino exhibita, Francfort-sur-le-Main, Claude de Marne et Johann Aubry, 1594.
- Euripidis tragœdiæ XIX ; accessit nunc recens vicesimæ, cui Danæ nomen, initium, græce & latine. Latinam interpretationem correxit & expolivit Æmilius Portus ; carminum ratione ex Gulielmo Cantero diligenter observata, additis ejusdem notis, Heidelberg, Jérôme Commelin, 1597, 3 vol. in-8.
- Pindari Olympia, Pythia, Nemea, Isthmia, græce & latine. Latinam interpretationem M. Æmilius Portus Francisci Porti Cretensis filius linguæ Græcæ professor novissime recognovit, accurate repurgavit, & passim illustravit, Heidelberg, Jérôme Commelin, 1598.
- Aristotelis Artis rhetoricæ, sive de arte dicendi libri tres, græce & latine, ex versione Æmilii Porti. Item Francisci Porti Cretensis in eosdem libros perpetui Latini commentarii ante non excusi, Spire, Bernhard Albin, 1598.
- Onosandri Strategicus, sive de imperatoris institutione, necnon Urbicii inventum quo pedites Romani Barbarorum equites debellare possint, græce et latine, ex interpretatione Nicolai Rigaltii & cum ejusdem notis, & novis Jani Gruteri & Æmilii Porti commentariis, Genève, 1600, in-4.
- Aristophanis comœdiæ XI, græce & latine, cum scholiis antiquis Græcis, & notis perpetuis Odoardi Biseti, necnon diversorum notis selectis, edente & illustrante Æmilio Porto, Genève, 1607, in-folio (produit, notamment, du travail des deux Portus père et fils et d'Odoard Biset de Charlais[3] ; selon Gilles Ménage la meilleure édition d'Aristophane qui eût paru jusqu'alors).
- Procli Diadochi commentariorum in Platonis theologiam libri VI, græce et latine interprete Æmilio Porto ; accessit Marinus Neapolitanus de vita Procli, græce et latine, Hambourg, 1618, in-folio.
- Suidæ lexicon, græce & latine, ex versione Æmilii Porti &c, Cologny, 1619, 2 vol. in-folio.

D'autre part, dans le domaine de la lexicographie grecque, il a publié en 1603 un Dictionarium Ionicum Græco-Latinum et un Dictionarium Doricum Græco-Latinum, et en 1606 un Lexicon Pindaricum.
Il a en outre publié, ou laissé, un grand nombre d'opuscules savants, des discours, de la poésie (dont, en 1581, une adaptation des Psaumes en hexamètres grecs), et de nombreuses lettres.